# فيضة نومان (عفيف)
مركز فيضة نومان؛ هو مركزٌ إداري تابعٌ لمحافظة عفيف في منطقة الرياض، وتصنف من فئة (ب) ورمزها 1357.